# تجمیع داده
تجمیع داده (انگلیسی: Data aggregation) تجمیع داده عبارت است از گردآوری اطلاعات از پایگاه‌های داده مختلف به‌منظور تهیه مجموعه‌داده‌های ترکیبی که برای پردازش داده مورد نیاز است.

## توضیحات
سازمان زمین‌شناسی ایالات متحده آمریکا توضیح می‌دهد که «اگر داده‌ها به‌درستی مستند شده باشند، می‌دانیم که کجا و چگونه به‌دنبال اطلاعات موردنظرمان بگردیم و نتایجی که برمی‌گردانیم دقیقاً همان چیزی خواهد بود که انتظار داریم.» ” منبع اصلی اطلاعات برای فرایند تجمیع داده می‌تواند سوابق و اطلاعات عمومی و نیز پایگاه‌داده‌های جنایی باشد. این اطلاعات در گزارش‌های جامع گنجانده و سپس به کسب‌وکارها و سازمان‌های دولتی و ایالتی فروخته می‌شود. چنین اطلاعاتی برای فرایندهای بازاریابی نیز مفید است. در آمریکا، فعالیت بسیاری از کارگزاران داده تحت قانون گزارش منصفانه اعتبار قرار می‌گیرد. این قانون فعالیت آژانس‌هایی را تنظیم می‌کند که کارشان تهیه گزارش‌های مختلف دربارهٔ رفتار مصرف‌کنندگان است. این آژانس‌ها داده‌ها و اطلاعات شخصی مصرف‌کنندگان را گردآوری می‌کنند و در قالب گزارش‌های مختلفی دربارهٔ مصرف‌کنندگان به اعتباردهندگان، کارفرمایان، بیمه‌گران و مشاغل دیگر می‌فروشند.
تجمیع‌کنندگان داده گزارش‌های اطلاعاتی مختلفی را منتشر می‌کنند. بعضی افراد ممکن است گزارش مصرف‌کننده خودشان را درخواست کنند که شامل اطلاعات پایه‌ای از قبیل نام و نام خانوادگی، تاریخ تولد، نشانی و شماره تلفن باشد. اشخاص ثالث واجد شرایط نیز می‌توانند گزارش بررسی سوابق کارکنان را درخواست کنند که حاوی اطلاعات دقیق و پرجزئیاتی مانند نشانی‌های قبلی، مدت اقامت در هر نشانی، مجوزهای حرفه‌ای و سوابق کیفری است. این نوع داده‌ها نه‌فقط برای بررسی سابقه کارکنان، بلکه برای تصمیم‌گیری درمورد پوشش بیمه، قیمت‌گذاری بیمه‌نامه و اعمال قانون نیز کاربرد دارد. البته فعالان حریم خصوصی استدلال می‌کنند که اطلاعات و گزارش‌هایی که تجمیع‌کنندگان داده ارائه می‌دهند ممکن است پر از خطا و اشتباه باشد.

## نقش اینترنت
پتانسیل اینترنت برای یکپارچه‌سازی و دستکاری اطلاعات کاربرد جدیدی در عملیات تجمیع داده دارد که به آن «اسکرین اسکرپینگ» گفته می‌شود. اینترنت به کاربران این فرصت را می‌دهد که نام کاربری و رمزهای عبورشان را یکپارچه کنند. این نوع یکپارچه‌سازی به مصرف‌کنندگان اجازه می‌دهد تا با استفاده از یک پین یا حساب کاربری اصلی در یک وبسایت واحد، به مجموعه گسترده‌ای از وبسایت‌ها دسترسی داشته باشند که به اطلاعات شخصی کاربر دسترسی دارند. مؤسسه‌های مالی، کارگزاران بورس، شرکت‌های هواپیمایی و ارائه‌دهندگان خدمات ای‌میل از جمله سازمان‌ها و مؤسسه‌هایی‌اند که برای کاربران‌شان حساب کاربری آنلاین ایجاد می‌کنند. تجمیع‌کنندگان داده می‌توانند با استفاده از پین‌های دارندگان حساب، اطلاعات و داده‌های این افراد را از وبسایت‌های مشخص‌شده جمع‌آوری کنند و این اطلاعات را در وبسایت واحدی که از سوی تجمیع‌کننده اداره می‌شود، نگهداری کنند و به‌درخواست دارندگان حساب، در اختیار آن‌ها بگذارند. خدمات تجمیع‌کنندگان ممکن است به‌صورت مستقل یا همراه با خدمات مالی دیگر مانند پیگیری عملکرد سبد دارایی‌ها و پرداخت صورت‌حساب‌هایی که از طرف وبسایت‌های تخصصی ایجاد می‌شوند یا به‌عنوان خدماتی اضافی برای افزایش حضور آنلاین شرکتی که در خارج از فضای مجازی فعالیت می‌کند، ارائه شود. به نظر می‌رسد که بسیاری از شرکت‌های معتبر و شناخته‌شده که در فضای اینترنت حضور دارند ارزش خدمات تجمیع داده را درک می‌کنند و می‌دانند که تجمیع داده می‌تواند در نهایت به تقویت سایر خدمات تحت وب یاری برساند و بازدیدکنندگان بیشتری جذب کند.

## تجمیع داده‌های کسب‌وکارهای محلی
وقتی صحبت از جمع‌آوری داده‌ها و اطلاعات مربوط به کسب‌وکارهای محلی در میان باشد، چندین تجمیع‌کننده داده بزرگ وجود دارند که اطلاعاتی مانند نام کسب‌وکار، نشانی، شماره تلفن، نشانی وبسایت، ساعت‌های کاری و هرگونه توضیحات مربوط را گردآوری می‌کنند و سپس، اطلاعات گردآوری‌شده را با استفاده از روش‌های اعتبارسنجی مختلف، بررسی و تأیید می‌کنند. پس از تأیید صحت و اعتبار این داده‌ها، تجمیع‌کنندگان این مجموعه‌داده‌ها را در اختیار ناشرانی مانند گوگل و یلپ می‌گذارند.
وقتی سرویس‌دهنده‌ای مانند یلپ فهرست‌بندی‌های خود را به‌روزرسانی می‌کند، از داده‌هایی بهره می‌گیرد که تجمیع‌کنندگان داده‌های محلی تهیه کرده‌اند. ناشرانی مانند گوگل داده‌های مربوط به کسب‌وکارهای محلی را از منابع مختلف دریافت و آن را با آنچه در پایگاه‌های داده خود دارند مقایسه می‌کنند. در مرحله بعدی، پایگاه‌های داده خود را به کمک اطلاعاتی که تصور می‌کنند درست است، به‌روزرسانی می‌کنند. «آکسیوم»، «اینفوگروپ»، «لوکال‌زه» و «فکچوال» مهم‌ترین تجمیع‌کنندگان داده‌های مربوط به کسب‌وکارهای محلی به‌شمار می‌آیند. .
هرچند بعد از ژانویه ۲۰۲۰، «آکسیوم» دیگر فعالیتی به‌عنوان تجمیع‌کننده داده نداشته‌است و «فوراسکوئر» جای «آکسیوم» را در بین چهار تجمیع‌کننده اصلی داده‌های محلی گرفته‌است. .

## پیامدهای قانونی
مؤسسه‌های مالی در رابطه با مسئولیت‌های احتمالی ناشی از فعالیت تجمیع‌کنندگان، مشکلات امنیتی، نقض حقوق مالکیت معنوی و احتمال کاهش بازدید از وبسایت‌هایشان، احساس نگرانی می‌کنند. تجمیع‌کنندگان داده و مؤسسه‌های مالی می‌توانند با تکیه بر یک استاندارد تبادل اطلاعات مالی باز («OFX»)، درمورد ترتیباتی برای دسترسی به اطلاعات مشتریان، که با موافقت خود آن‌ها فعال می‌شود، توافق کنند. این توافق فرصتی را برای مؤسسه‌های مالی فراهم می‌آورد تا از منافع مشتریان خود محافظت کنند و از تجمیع‌کنندگان داده بخواهند که خدماتی مناسب و قابل‌اتکا ارائه بدهند. تجمیع‌کنندگانی که بدون استاندارد تبادل اطلاعات مالی باز با تأمین‌کنندگان اطلاعات همکاری می‌کنند ممکن است به سطح پایین‌تری از رابطه توافقی برسند. در نتیجه این امکان وجود دارد که برای جمع‌آوری داده‌های حساب‌های کاربری، از تکنیک «اسکرین اسکرپینگ» استفاده شود. اما به دلایل تجاری یا دلایل دیگر، تجمیع‌کننده ممکن است تصمیم بگیرد که از کاربران کسب رضایت کند و درمورد شرایط دسترسی به داده‌های مشتریان دست به مذاکره بزند. «اسکرین اسکرپینگ» بدون رضایت تولیدکنندگان محتوا این مزیت را دارد که به کاربران اجازه می‌دهد که از طریق وبسایتی واحد به تقریباً تمام حساب‌های کاربری‌ای که در هر کجای اینترنت ایجاد کرده‌اند، دسترسی داشته باشند.

## چشم‌انداز آینده
با مرور زمان، انتقال حجم زیادی از داده‌های مربوط به حساب کاربری از تولیدکننده داده به سرورهای تجمیع‌کننده می‌تواند به نمایه‌ای جامع از آن کاربر تبدیل شود که جزئیاتی از قبیل تراکنش‌های بانکی و کارت اعتباری، موجودی‌ها، تراکنش‌های مربوط به سبد دارایی، سوابق سفر و سلایق و ترجیحات شخصی را در خود دارد. از آنجایی که حساسیت نسبت به ملاحظات مربوط به حفاظت از داده‌ها روبه‌افزایش است، این احتمال وجود دارد که میزان و نحوه استفاده تجمیع‌کنندگان از داده‌های کاربران در دایره توجه قرار بگیرد. فرقی هم نمی‌کند که تجمیع‌کننده بخواهد این داده‌ها را برای خودش به کار بگیرد یا اینکه این داده‌ها را در اختیار اشخاص ثالث و اپراتورهای وبسایت‌های دیگر بگذارد. 